# Étienne Provost
Étienne Provost (Chambly, Quebec, 1785 – San Luis (Misuri), 3 de julio de 1850) fue un comerciante de pieles franco canadiense que realizó sus capturas y actividades comerciales en el actual suroeste de Estados Unidos, antes de que la región hubiese obtenido la independencia de México. También fue conocido como Proveau y Provot (y la pronunciación era "Provo"). Liderando una empresa con sede en Taos, en lo que hoy es Nuevo México, estuvo activo en la cuenca del río Green y la parte central del moderno estado de Utah. Puede haber sido el primer hombre de origen europeo que vio el Gran Lago Salado, alcanzando supuestamente sus costas alrededor de 1824 o 1825 (otros afirman que el primero habría sido Jim Bridger, otro trampero estadounidense).

## Biografía
Étienne Provost nació en Chambly, Quebec, pero poco se sabe sobre sus primeros años. Tuvo su casa en San Luis (Misuri) durante 10 años encontrándose en el río Arkansas a finales de 1814 con Joseph Philibert. Salió de allí con Auguste Chouteau y Jules Demun. Fue encarcelado dos veces en Santa Fe, Nuevo México.

### Comercio en Santa Fe
Hacia 1822 regresó a Nuevo México como uno de los primeros comerciantes. Formó una sociedad con un determinado Leclerc para trampear en la cuenca Uinta (en los actuales estados de Colorado y Utah). Su partida fue atacada por los nativos snakes en octubre de 1824, en el río Jordan, cerca de su desembocadura en el Gran Lago Salado. Perdió ocho hombres, pero Provost sobrevivió y estableció puestos de comercio en las orillas tanto del lago Utah como en el Gran Lago Salado. El río Jordan fue llamado históricamente nombrado ramal de Proveau (Proveau's Fork).
La compañía de tramperos de Provost precedió a los hombres de la Rocky Mountain Fur Company operando en la sección central de las Montañas Rocosas. En mayo de 1825, se reunió con Peter Skene Ogden de la Compañía de la Bahía de Hudson en Weber Canyon. Después de regresar a San Luis (Misuri) en 1826, viajó un tiempo para la American Fur Company (AFC) de John Jacob Astor, sin unirse nunca a la compañía. Continuó con sus propias empresas de pieles, así como liderando partidas de hombres de la AFC en partidas en la región del alto río Misuri.
Se casó en 1829, pero continuó escoltando caravanas de la AFC que acudían a su reunión anual (rendezvous de las Montañas Rocosas) hasta 1838. Desde 1839 hasta su muerte en 1850, siguió contratando y escoltando a grupos de la compañía peletera y otras expediciones privadas, como la de historia natural de John Audubon de 1843 (los miembros de esa expedición fueron pintados por Alfred Jacob Miller).

## Legado
Las actividades y exploraciones de Provost fueron bien conocidos entre los comerciantes y colonos en el suroeste de Estados Unidos. El río Provo y Provo Canyon, así como la comunidad adyacente de Provo, en Utah central, honran su memoria.
San Luis (Misuri) fue el hogar de Provost durante muchos años antes de su muerte el 3 de julio de 1850. Sus servicios funerarios y entierro ocurrieron en la catedral Vieja de San Luis.
Provost es uno de los personajes conmemorado en el Monumento Este es el lugar (This Is the Place Monument) en la ciudad de Salt Lake City.